# Tunesische Frauen-Handballnationalmannschaft
Die tunesische Frauen-Handballnationalmannschaft vertritt Tunesien bei Länderspielen und internationalen Turnieren. Die Mannschaft zählt nach Angola zu den erfolgreichsten Handballteams auf dem afrikanischen Kontinent.
In den Jahren 1974, 1976 und 2014 konnte man den Gewinn der Afrikameisterschaft feiern, während 1981, 2006, 2010, 2012 und 2016 immerhin der Finaleinzug gelang.
1975 nahm die Mannschaft erstmals an einer Weltmeisterschaft teil; dabei erreichte sie mit dem 12. Platz ihr bis heute bestes Ergebnis.

## Teilnahme an internationalen Turnieren

### Weltmeisterschaft
- Weltmeisterschaft 1975: 12. Platz
- Weltmeisterschaft 2001: 19. Platz
- Weltmeisterschaft 2003: 18. Platz
- Weltmeisterschaft 2007: 15. Platz
- Weltmeisterschaft 2009: 14. Platz
- Weltmeisterschaft 2011: 18. Platz
- Weltmeisterschaft 2013: 17. Platz
- Weltmeisterschaft 2015: 21. Platz
- Weltmeisterschaft 2017: 24. Platz
- Weltmeisterschaft 2021: 27. Platz (von 32 Teams)
Team: Aya Ben Abdallah (eingesetzt in 7 Spielen / 16 Treffer), Fatma Bouri (7/5), Ons Yaakoub (7/1), Amal Hamrouni (7/25), Boutheïna Amiche (7/19), Mouna Jlezi (7/6), Rakia Rezgui (7/16), Fadia Omrani (7/0), Chayma Jouini (7/11), Sondes Hachana (7/33), Eya Masri (7/12), Nada Zalfani (7/11), Roua Mokaddem (7/0), Fadwa Aouji (7/8), Oumayma Dardour (7/1), Samia Belhadj (7/2);[1] Trainer war Moez Ben Amor.
- Weltmeisterschaft 2025:

### Afrikameisterschaft
- Afrikameister:
  -  1974, 1976, 2014
- Vize-Afrikameister:
  -  1981, 2006, 2010, 2012, 2016
- Drittplatzierter:
  -  2000, 2002, 2021
- weitere Teilnahmen: 1985, 1987, 2004, 2008 (4. Platz), 1983, 2022 (5. Platz), 1989, 1994, 2018 (6. Platz), 1992 (7. Platz)

## Bekannte Spielerinnen
Raja Toumi, Mouna Chebbah, Ines Khouildi